# Championnat FIA GT 1998
Navigation
Édition précédente Édition suivante
La saison 1998 du Championnat FIA GT est la deuxième édition de cette compétition. Elle se déroule du 12 avril au 25 octobre 1998. Elle comprend dix manches dont les 1 000 kilomètres de Suzuka. Elle a consacré les pilotes Klaus Ludwig et Ricardo Zonta ainsi que l'équipe Mercedes-AMG.

## Calendrier
| Manche | Course                                 | Circuit                  | Date         |
| ------ | -------------------------------------- | ------------------------ | ------------ |
| 1      | 500 km d'Oschersleben                  | Motopark Oschersleben    | 12 avril     |
| 2      | British Empire Trophy (500 km)         | Circuit de Silverstone   | 17 mai       |
| 3      | 500 km d'Hockenheim                    | Hockenheimring           | 28 juin      |
| 4      | 500 km de Dijon                        | Circuit de Dijon-Prenois | 12 juillet   |
| 5      | 500 km de Budapest                     | Hungaroring              | 19 juillet   |
| 6      | 1 000 kilomètres de Suzuka             | Circuit de Suzuka        | 23 août      |
| 7      | 500 km de Donington                    | Donington Park           | 6 septembre  |
| 8      | 500 km de Zeltweg                      | A1-Ring                  | 20 septembre |
| 9      | 500 km d'Homestead                     | Homestead-Miami Speedway | 18 octobre   |
| 10     | Visa Sports Car Championships (500 km) | Laguna Seca Raceway      | 25 octobre   |

## Résultats
| Manche | Circuit        | Équipe gagnante GT1         | Équipe gagnante GT2                        | Résultats |
| Manche | Circuit        | Pilotes vainqueurs GT1      | Pilotes vainqueurs GT2                     | Résultats |
| ------ | -------------- | --------------------------- | ------------------------------------------ | --------- |
| 1      | Oschersleben   | #2 AMG Mercedes             | #52 Viper Team Oreca                       | Résultats |
| 1      | Oschersleben   | Klaus Ludwig Ricardo Zonta  | Olivier Beretta Pedro Lamy                 | Résultats |
| 2      | Silverstone    | #1 AMG Mercedes             | #51 Viper Team Oreca                       | Résultats |
| 2      | Silverstone    | Bernd Schneider Mark Webber | Olivier Beretta Pedro Lamy                 | Résultats |
| 3      | Hockenheimring | #1 AMG Mercedes             | #51 Viper Team Oreca                       | Résultats |
| 3      | Hockenheimring | Bernd Schneider Mark Webber | Olivier Beretta Pedro Lamy                 | Résultats |
| 4      | Dijon          | #2 AMG Mercedes             | #51 Viper Team Oreca                       | Résultats |
| 4      | Dijon          | Klaus Ludwig Ricardo Zonta  | Olivier Beretta Pedro Lamy                 | Résultats |
| 5      | Hungaroring    | #1 AMG Mercedes             | #57 Roock Racing                           | Résultats |
| 5      | Hungaroring    | Bernd Schneider Mark Webber | Sascha Maassen Bruno Eichmann              | Résultats |
| 6      | Suzuka         | #1 AMG Mercedes             | #51 Viper Team Oreca                       | Résultats |
| 6      | Suzuka         | Bernd Schneider Mark Webber | Olivier Beretta Pedro Lamy Dominique Dupuy | Résultats |
| 7      | Donington      | #1 AMG Mercedes             | #51 Viper Team Oreca                       | Résultats |
| 7      | Donington      | Bernd Schneider Mark Webber | Olivier Beretta Pedro Lamy                 | Résultats |
| 8      | A1-Ring        | #2 AMG Mercedes             | #52 Viper Team Oreca                       | Résultats |
| 8      | A1-Ring        | Klaus Ludwig Ricardo Zonta  | Karl Wendlinger Justin Bell                | Résultats |
| 9      | Homestead      | #2 AMG Mercedes             | #51 Viper Team Oreca                       | Résultats |
| 9      | Homestead      | Klaus Ludwig Ricardo Zonta  | Olivier Beretta Pedro Lamy                 | Résultats |
| 10     | Laguna Seca    | #2 AMG Mercedes             | #51 Viper Team Oreca                       | Résultats |
| 10     | Laguna Seca    | Klaus Ludwig Ricardo Zonta  | Olivier Beretta Pedro Lamy                 | Résultats |

## Classements

### Championnat pilotes
Les points sont octroyés aux 6 premiers classés de chaque catégorie dans l'ordre 10–6–4–3–2–1.

#### Classements GT1
| Position | Pilote                          | Constructeur | Points |
| -------- | ------------------------------- | ------------ | ------ |
| 1        | Klaus Ludwig Ricardo Zonta      | Mercedes     | 77     |
| 2        | Mark Webber Bernd Schneider     | Mercedes     | 69     |
| 3        | Yannick Dalmas Allan McNish     | Porsche      | 27     |
| 4        | Jörg Müller                     | Porsche      | 22     |
| 5        | Uwe Alzen                       | Porsche      | 19     |
| 6        | Jean-Marc Gounon Marcel Tiemann | Mercedes     | 16     |
| 7        | Éric Bernard David Brabham      | Panoz        | 15     |
| 8        | Michael Bartels                 | Porsche      | 14     |

#### Classements GT2
| Position | Pilote                     | Constructeur | Points |
| -------- | -------------------------- | ------------ | ------ |
| 1        | Pedro Lamy Olivier Beretta | Chrysler     | 92     |
| 2        | Karl Wendlinger            | Chrysler     | 38     |
| 3        | Bruno Eichmann (de)        | Porsche      | 32     |
| 4        | Justin Bell Franz Konrad   | Porsche      | 20     |
| 5        | David Donohue              | Chrysler     | 18     |
| 6        | Sascha Maassen             | Porsche      | 16     |

### Championnat des équipes

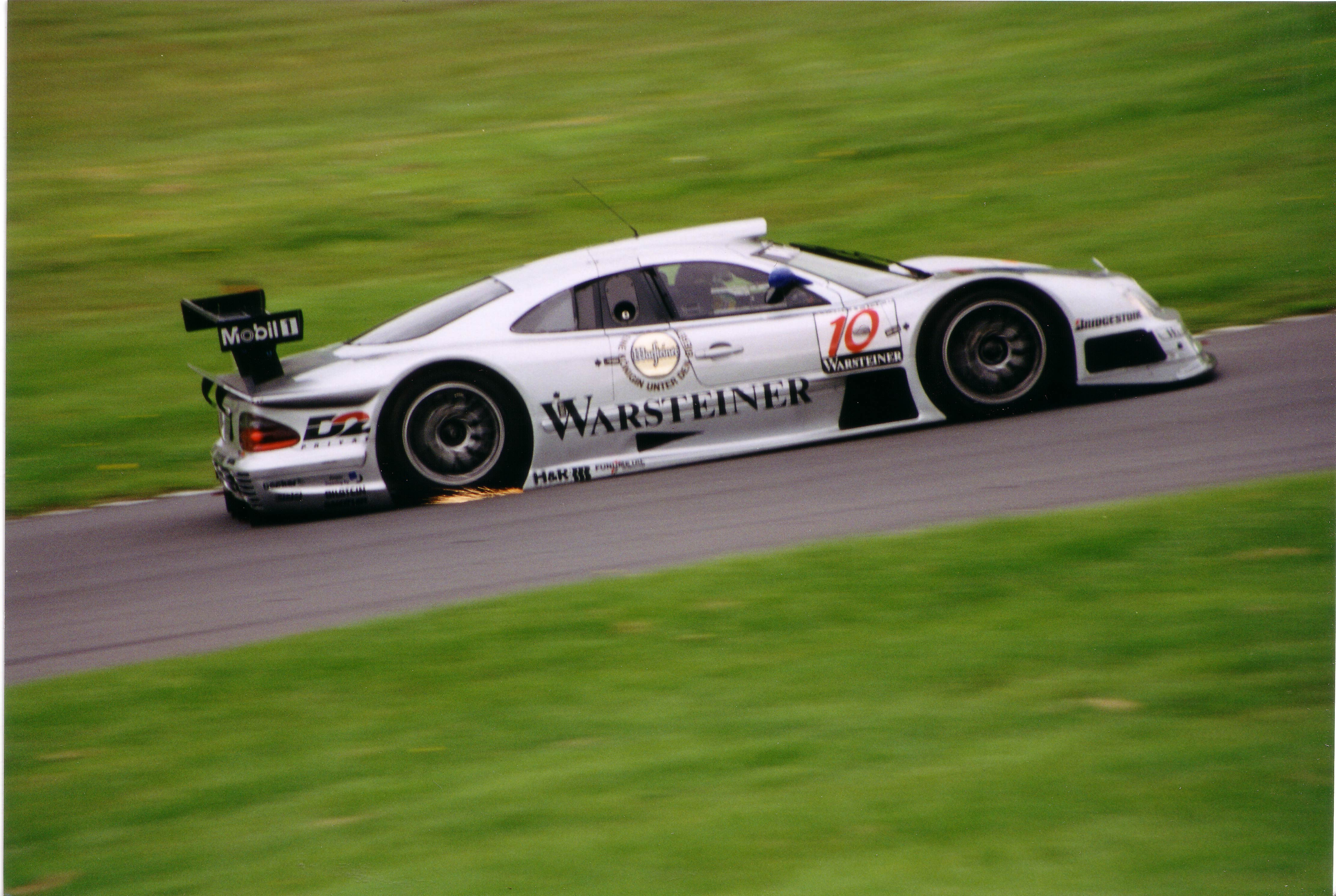
AMG Mercedes remporte le championnat des équipes GT1.

Les points sont octroyés aux 6 premiers classés de chaque catégorie dans l'ordre 10–6–4–3–2–1. Les points sont obtenus par deux voitures maximum pour chaque équipe.

#### Classements GT1
| Pos | Équipe                  | Voiture                                    | Moteur                                         | Mc 1 | Mc 2 | Mc 3 | Mc 4 | Mc 5 | Mc 6 | Mc 7 | Mc 8 | Mc 9 | Mc 10 | Total |
| --- | ----------------------- | ------------------------------------------ | ---------------------------------------------- | ---- | ---- | ---- | ---- | ---- | ---- | ---- | ---- | ---- | ----- | ----- |
| 1   | AMG Mercedes            | Mercedes-Benz CLK GTR Mercedes-Benz CLK-LM | Mercedes-Benz 6,0 L V12 Mercedes-Benz 6,0 L V8 | 14   | 13   | 16   | 10   | 16   | 16   | 16   | 16   | 13   | 16    | 146   |
| 2   | Porsche AG              | Porsche 911 GT1-98                         | Porsche 3,2 L Turbo Flat-6                     |      | 6    | 1    | 6    | 7    | 4    | 7    | 4    | 10   | 4     | 49    |
| 3   | Team Persson Motorsport | Mercedes-Benz CLK GTR                      | Mercedes-Benz 6,0 L V12                        | 6    |      | 3    | 5    |      | 3    | 2    | 2    | 2    | 1     | 24    |
| 4   | Zakspeed Racing         | Porsche 911 GT1-98                         | Porsche 3,2 L Turbo Flat-6                     | 4    | 6    |      | 1    | 2    | 1    | 1    | 3    |      | 2     | 20    |
| 5   | DAMS                    | Panoz Esperante GTR-1                      | Ford (Roush) 6,0 L V8                          | 2    |      | 4    | 4    | 1    | 2    |      |      | 1    | 3     | 17    |
| 6   | Davidoff Classic GTC    | McLaren F1 GTR                             | BMW 6,0 L V12                                  |      | 1    | 2    |      |      |      |      | 1    |      |       | 4     |

#### Classements GT2
| Pos | Équipe                   | Voiture                           | Moteur                                   | Mc 1 | Mc 2 | Mc 3 | Mc 4 | Mc 5 | Mc 6 | Mc 7 | Mc 8 | Mc 9 | Mc 10 | Total |
| --- | ------------------------ | --------------------------------- | ---------------------------------------- | ---- | ---- | ---- | ---- | ---- | ---- | ---- | ---- | ---- | ----- | ----- |
| 1   | Viper Team Oreca         | Chrysler Viper GTS-R              | Chrysler 8,0 L V10                       | 16   | 10   | 16   | 16   | 6    | 16   | 14   | 16   | 10   | 10    | 130   |
| 2   | Roock Racing             | Porsche 911 GT2                   | Porsche 3,6 L Turbo Flat-6               |      |      | 7    | 2    | 10   |      |      |      | 6    | 6     | 31    |
| 3   | Konrad Motorsport        | Porsche 911 GT2                   | Porsche 3,6 L Turbo Flat-6               | 7    |      |      | 3    |      | 3    | 8    | 4    |      |       | 25    |
| 4   | Elf Haberthur Racing     | Porsche 911 GT2                   | Porsche 3,6 L Turbo Flat-6               |      | 6    | 2    |      | 3    | 2    |      |      |      | 2     | 15    |
| 5   | Krauss Race Sports Intl. | Porsche 911 GT2                   | Porsche 3,6 L Turbo Flat-6               | 2    |      |      | 1    | 2    |      |      | 2    | 3    | 4     | 14    |
| 6   | Marcos Racing Intl.      | Marcos LM600                      | Chevrolet 5,9 L V8                       | 1    |      |      |      | 4    | 4    |      |      | 4    |       | 13    |
| 7=  | Roock Sportsystem        | Porsche 911 GT2                   | Porsche 3,6 L Turbo Flat-6               |      |      |      |      |      | 1    |      | 1    | 2    | 3     | 7     |
| 7=  | Freisinger Motorsport    | Porsche 911 GT2                   | Porsche 3,6 L Turbo Flat-6               |      |      |      |      |      |      | 3    | 3    | 1    |       | 7     |
| 9=  | Stadler Motorsport       | Porsche 911 GT2                   | Porsche 3,6 L Turbo Flat-6               |      | 4    | 1    |      |      |      |      |      |      |       | 5     |
| 9=  | Chamberlain Engineering  | Chrysler Viper GTS-R              | Chrysler 8,0 L V10                       |      | 3    |      |      |      | 1    | 1    |      |      |       | 5     |
| 11  | Sonauto Levallois        | Porsche 911 GT2                   | Porsche 3,6 L Turbo Flat-6               |      |      |      | 4    |      |      |      |      |      |       | 4     |
| 12  | Proton Competition       | Porsche 911 GT2                   | Porsche 3,6 L Turbo Flat-6               |      | 3    |      |      |      |      |      |      |      |       | 3     |
| 13  | GP Motorsport            | Porsche 911 GT2 Saleen Mustang SR | Porsche 3,6 L Turbo Flat-6 Ford 5,9 L V8 |      |      |      |      |      |      |      |      |      | 1     | 1     |